# Seznam britských ponorek

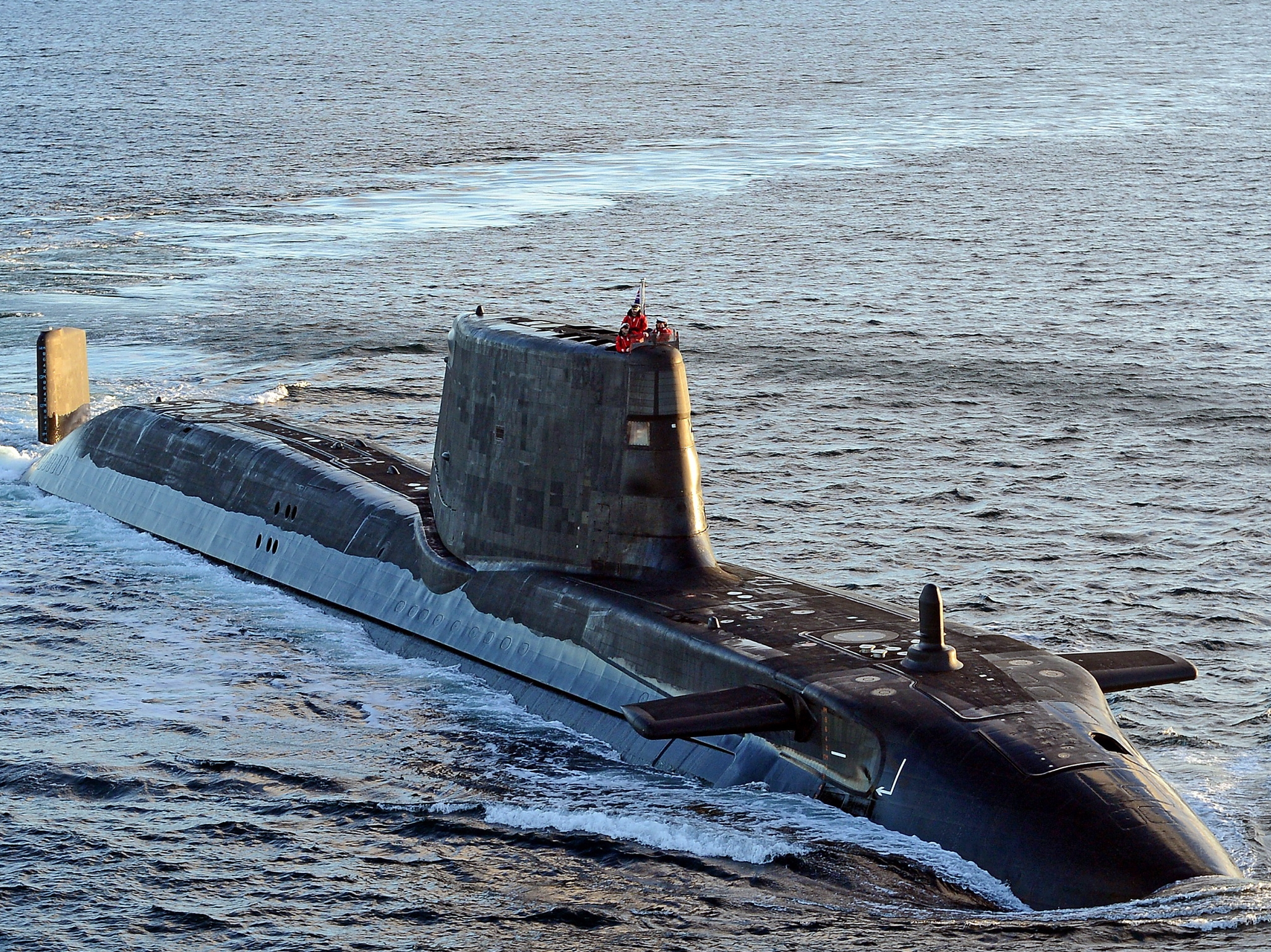
HMS Ambush

Seznam britských ponorek obsahuje všechny třídy ponorek Britského královského námořnictva.

## Konvenční pohon

Hollandova ponorka No. 3

### Před první světovou válkou
- Třída Holland
- Třída A
- Třída B
- Třída C
- Třída D
- Třída E
- Třída S
- Třída V
- Třída W
- Třída F
- HMS Nautilus
- HMS Swordfish

### První světová válka

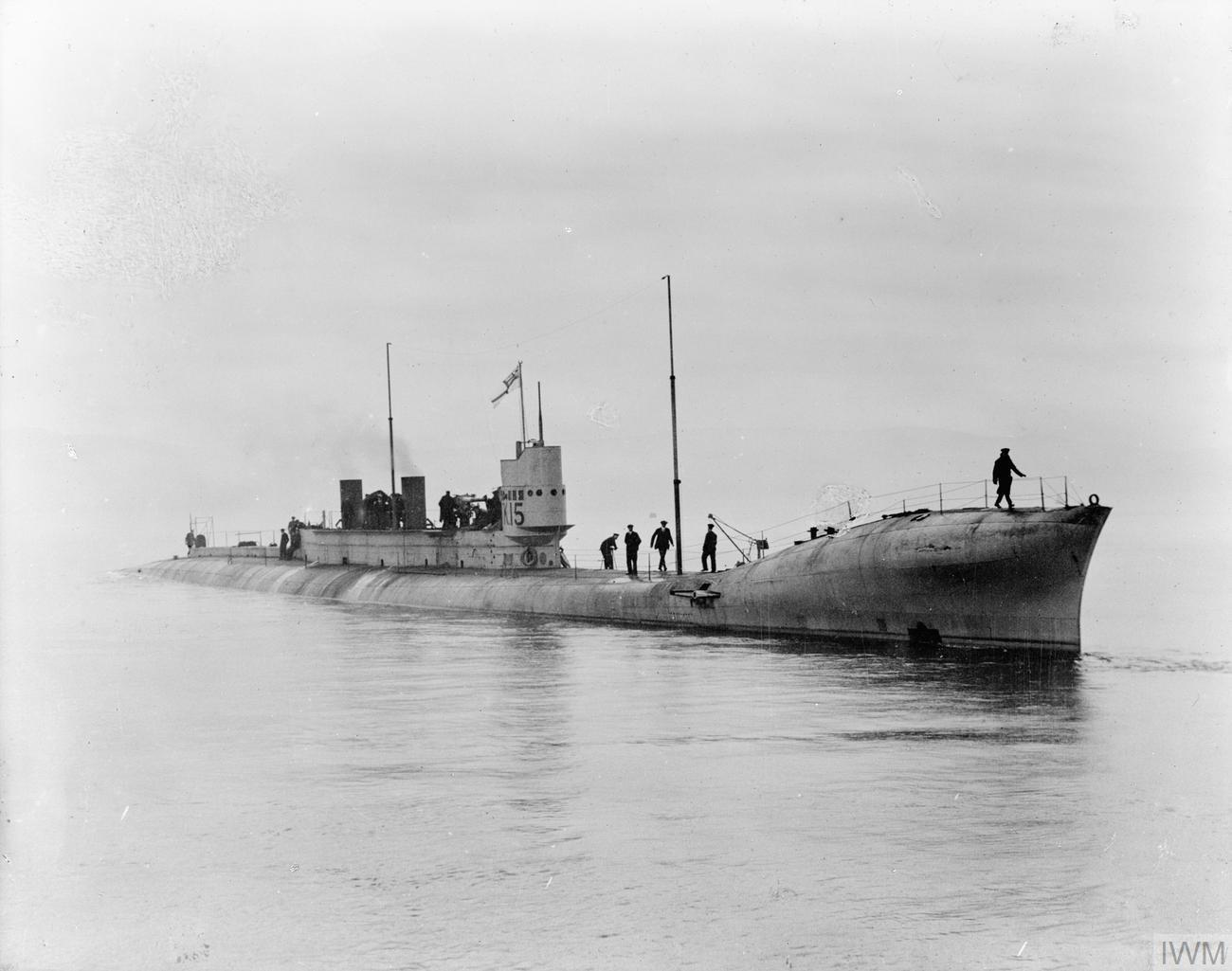
K15

- Třída G
- Třída J
- Třída K
- Třída M
- Třída H
- Třída R
- Třída L

### Meziválečné

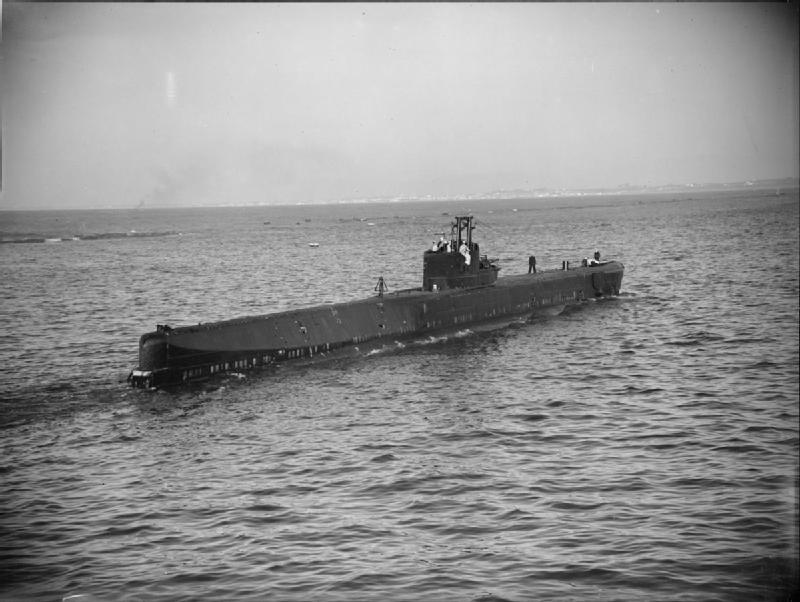
HMS Rorqual

- HMS X1
- Třída O
- Třída P
- Třída R
- Třída S
- Třída River
- Třída Grampus
- Třída T

### Druhá světová válka

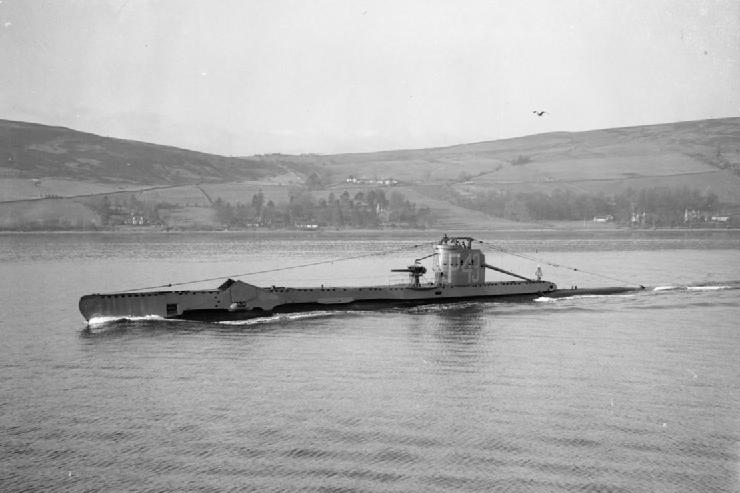
HMS Unison

- P611
- Třída U
- Třída Amphion

#### Ukořistěné
- HMS X2 – italská Galileo Galilei třída Archimede
- HMs Graph – německá U 570 typu VIIC
- HMS Meteorite – německá U 1407 typu XVIIB

### Studená válka
- Třída Explorer
- Třída Porpoise
- Třída Oberon
- Třída Upholder

## Miniponorky

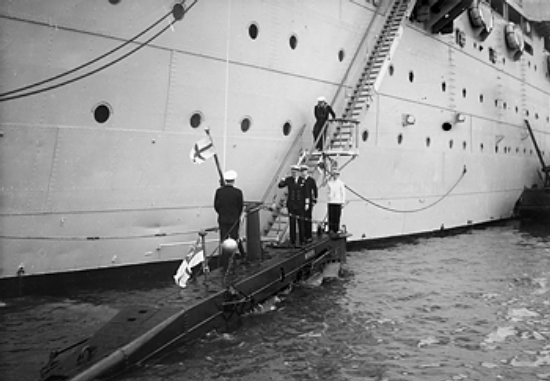
Třída X

- Chariot
- Třída X
- Třída Stickleback

## Záchranné ponorky
- LR5

## Jaderný pohon

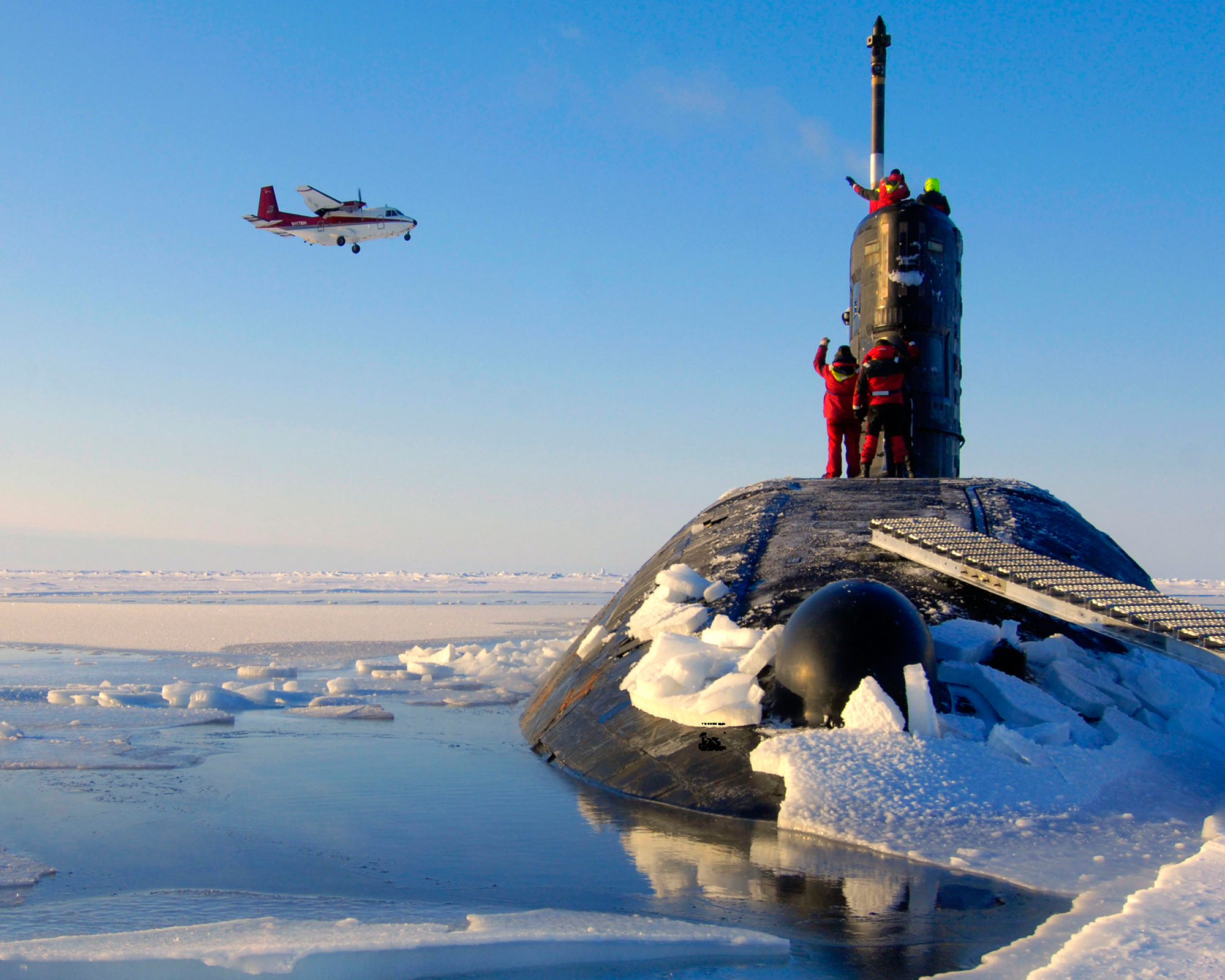
HMS Tireless

### Útočné ponorky
- Dreadnought
- Třída Valiant
- Třída Swiftsure
- Třída Trafalgar
- Třída Astute

### Nosiče balistických raket
- Třída Resolution
- Třída Vanguard
- Třída Dreadnought